# Festival des politischen Liedes

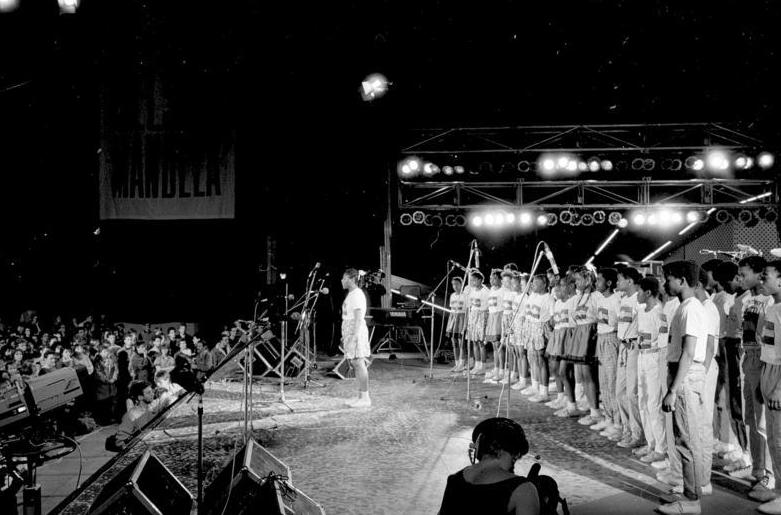
Auftritt des SWAPO-Kinderchors beim Festival des politischen Liedes 1989

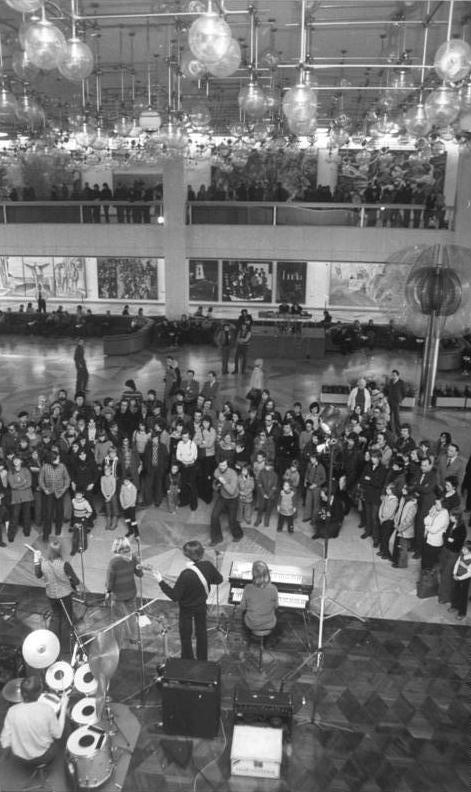
Konzert der dänischen Gruppe Fælles Akkorden im Foyer des Palastes der Republik, 1978

Das Festival des politischen Liedes war eine der größten Musikveranstaltungen in der DDR. Es wurde vom Oktoberklub begründet und fand zwischen 1970 und 1990 jedes Jahr im Februar als offizielle Veranstaltung der FDJ in Ost-Berlin statt. Der Hauptveranstalter war zunächst die FDJ-Bezirksleitung Berlin, ab 1975 der FDJ-Zentralrat. 1980 wurde eine Kompilation der ersten 10 Jahre des Festivals unter dem Titel Zehnkampf – Festival Des Politischen Liedes 1970–1980 herausgegeben. Im gleichen Jahr wurde ein hauptamtliches Büro „Festival des politischen Liedes“ gegründet. Die Organisation des Festivals erfolgte zu großen Teilen ehrenamtlich. Künstler aus 60 Ländern traten auf, darunter Prominente wie Mikis Theodorakis, Miriam Makeba, Quilapayún, Inti-Illimani, Silvio Rodríguez, Mercedes Sosa, Canzoniere delle Lame und Pete Seeger. Das erste Festival fand vom 15. bis zum 21. Februar 1970 statt.
Nach der Wende und friedlichen Revolution in der DDR  verlor das Festival seine Funktion und die kulturelle Infrastruktur, auf der es basiert hatte. Um das Festival fortzuführen, wurde ein Förderverein gegründet, der 1991 bis 1994 das ZwischenWelt Festival als „neues Festival des politischen Liedes“ durchführte. Der Verein löste sich 1995 wegen finanzieller Probleme auf.
Im Jahr 2000 erfolgte mit einem kleinen Festival ein Neustart unter veränderten Vorzeichen. Die heutige inhaltliche Ausrichtung manifestiert sich seit 2001 in dem neuen Namen Festival Musik und Politik.
Maskottchen des Festivals war ein roter Spatz namens Oki, den der singende Grafikdesigner Peter Porsch entworfen hatte. Der Name Oki ist abgeleitet von Oktoberklub.

## Auftritte (Auswahl)
- 1. Festival des politischen Liedes (15.–21. Februar 1970): Il Contemporaneo (Italien), Judith Csaba (Ungarn), Gerilla-Gruppe (Ungarn), Iskateli (Sowjetunion), Joan & José (Spanien), Cynthia Nokwe (Südafrika), Reinhold Andert, Kurt Demmler, Singeklub der Lessing-Oberschule Hoyerswerda, Hartmut König, Gisela May, Oktoberklub, gruppe pasaremos (DDR), Die Conrads (Bundesrepublik Deutschland)
- 2. Festival des politischen Liedes (7.–13. Februar 1971): Agit Prop (Finnland), Luís Cília (Portugal), Perry Friedman (Kanada), Lutschina-Gruppe (Sowjetunion), Laura Panti und Sergio Liberovici (Italien), Quilapayún (Chile), Maryla Rodowicz mit ihrer Gruppe (Polen), Francesca Solleville (Frankreich), Vietnamesische Singegruppe (Vietnam), Lyrik-Song-Klub, Singeklub Traktorenwerk Schönebeck, Renate Richter und Hilmar Thate, Jürgen Walter + Günther-Fischer-Gruppe (DDR), Die Münchner Songgruppe (Bundesrepublik Deutschland)
- 3. Festival des politischen Liedes (13.–19. Februar 1972): Canzoniere delle Lame (Italien), Barbara Dane (USA), Fria Proteatern (Schweden), Bhupen Hazarika (Indien), Kaláka (Ungarn), KOM teatteri (Finnland), Aleksander Kulisiewicz (Polen), Sergei Nikitin (Sowjetunion), Isabel Parra (Chile), Silvio Rodríguez (Kuba), Hartmut König, Singeklub Potjomkin, Helga de Wroblewsky und Thomas Natschinski und seine Gruppe (DDR), Dieter Süverkrüp (Bundesrepublik Deutschland)
- Politische Lieder zu den X. Weltfestspielen (29. Juli–5. August 1973): Agit Prop (Finnland), Klara Amandova (Bulgarien), Canzoniere Internazionale (Italien), Inti-Illimani (Chile), Lamari (Algerien), Pesnjari (Sowjetunion), Max Rongier (Frankreich), National Service Jazz-Band (Tansania), Die singenden Stimmen (Japan), La Columna de Fuego (Kolumbien), Cuatro Tiempo (Argentinien), Vízöntő (Ungarn), Reinhold Andert, Klaus Renft Combo, Spartakus (DDR), Franz Josef Degenhardt, Floh de Cologne (Bundesrepublik Deutschland), Lokomotive Kreuzberg (West-Berlin)
- 4. Festival des politischen Liedes (10.–16. Februar 1974): Klara Amandova (Bulgarien), Guy Carawan (USA), Inti-Illimani (Chile), The Laggan (Großbritannien), Miriam Makeba (Südafrika), Muszti & Dobay (Ungarn), Quilapayún (Chile), Claude Réva (Frankreich), The Sands Family (Irland), Daniel Viglietti (Uruguay), Songgruppe TU Dresden, Jahrgang 49 (DDR), Floh de Cologne (Bundesrepublik Deutschland)
- 5. Festival des politischen Liedes (9.–15. Februar 1975): José Afonso (Portugal), Perth County Conspiracy (Kanada), Los Folkloristas (Mexiko), Kalambur (Polen), Elvina Makarjan (Sowjetunion), Pablo Milanés (Kuba), Sören Sidevinds Spillemänd (Dänemark), Tiempo Nuevo (Chile), Kumiko Yokoi (Japan), Jack & Genossen (DDR), Franz Josef Degenhardt (Bundesrepublik Deutschland), Lokomotive Kreuzberg (West-Berlin)
- 6. Festival des politischen Liedes (7.–14. Februar 1976): Quinteto Clave (Argentinien), Pia Colombo (Frankreich), Mircea Florian (Rumänien), GEM mit Krystyna Giżowska (Polen), Gruppe aus dem Irak (Irak), Moncada (Kuba), Deepa Mukhopadhyay (Indien), Isabel Parra + Arturo Cipriano (Chile), Santocas (Angola), Marcos Velásquez (Uruguay), The Whistlebinkies (Großbritannien), bots (Niederlande), Schicht, Helga und Clement de Wroblewsky (DDR), Ekkes Frank, Peter, Paul & Barmbek (Bundesrepublik Deutschland)
- 7. Festival des politischen Liedes (12.–19. Februar 1977): Aliança Operario-Camponesa (Mosambik), Aparcoa (Chile), bots (Niederlande), 25. Theater Budapest (Ungarn), Canzoniere del Lazio (Italien), Pedro Luis Ferrer (Kuba), Mike Glick & Suni Paz (USA), Inti-Illimani (Chile), Jatarí (Ecuador), Mustafa al-Kurd (Palästina), Víctor Manuel (Spanien), Luis Enrique Mejía Godoy (Nicaragua), Carlos Paredes (Portugal), Cuatro Tablas (Peru), Reinhold Andert, Singeklub Hoyerswerda, Bernd Rump (DDR), Floh de Cologne, Fasia Jansen (Bundesrepublik Deutschland)
- 8. Festival des politischen Liedes (13.–20. Februar 1978): Tamás Berki (Ungarn), Ernst Born (Schweiz), Mari Dimitriadi (Griechenland), Grenada (Sowjetunion), Yaki Kandru (Kolumbien), Rosa León (Spanien), Al Mayadine (Libanon), Moncada (Kuba), Quilapayún (Chile), Frederic Rzewski (USA), Timur Selçuk (Türkei), Trovante (Portugal), Singegruppe der revolutionären Volksjugend (Laos), Mike Westbrook’s Brass Band (Großbritannien), Wilhelm Zobl (Österreich), Schicht, Barbara Thalheim (DDR), Dieter Süverkrüp, Hannes Wader (Bundesrepublik Deutschland)
- 9. Festival des politischen Liedes (10.–18. Februar 1979): Asheed (Jemen), Gruppe aus Äthiopien (Äthiopien), Maria Farandouri (Griechenland), Gruppe Frühling (Vietnam), Stormy Six/Macchina Maccheronica (Italien), Carlos Mejía Godoy (Nicaragua), Singegruppe der MVR (Mongolei), Taller Luis Emilio Recabarren (Chile), Claude Réva (Frankreich), Brigade Feuerstein, Folkländer, Jahrgang 49, Karls Enkel (DDR), Uschi Flacke (Bundesrepublik Deutschland), Hanns-Eisler-Chor (West-Berlin)
- 10. Festival des politischen Liedes (9.–17. Februar 1980): Agit Prop (Finnland), Ballada (Sowjetunion), Tamás Berki (Ungarn), Gruppe aus Kampuchea (Kampuchea), Stormy Six/Macchina Maccheronica (Italien), Los Parra de Chile (Chile), The Sands Family (Irland), Daniel und Cédar Viglietti (Uruguay), Reinhold Andert, Gruppe Neue Musik, Brigade Feuerstein, Jahrgang 49, Liedehrlich (DDR), Franz Josef Degenhardt (Bundesrepublik Deutschland).
- 11. Festival des politischen Liedes (7.–15. Februar 1981): José W. Armijo (El Salvador), Bargain at Half the Price (Kanada), Battlefield Band (Großbritannien), Lajos Boros (Ungarn), Maria Dimitriadi (Griechenland), Dosti (Afghanistan), Bjarne Jes Hansen (Dänemark), Abdullah Ibrahim (Südafrika), Los Javias (Chile), Bongi Makeba (Südafrika), Dean Reed (USA), Schmetterlinge (Österreich), Francesca Solleville (Frankreich), Chor Berliner Parteiveteranen „Ernst Busch“, Chor der EOS Kreuzschule, Gerhard Schöne, Wacholder (DDR), Floh de Cologne (Bundesrepublik Deutschland).
- 12. Festival des politischen Liedes (13.–21. Februar 1982): Ad Hoc Singers (USA), bots (Niederlande), Chris Cutler (Großbritannien), Canzoniere delle Lame (Italien), Illapu (Chile), Sigi Maron (Österreich), Quinteto Tiempo (Argentinien), Orkest De Volharding (Niederlande), Duo Voga/Turnowski (Ungarn), Arbeiterfolk, Kurt Demmler, Gerhard Gundermann, Pietsch/Körbel, Hannes-Zerbe-Blechband (DDR), Liederjan, Hannes Wader (Bundesrepublik Deutschland), Hanns-Eisler-Chor (West-Berlin).
- 13. Festival des politischen Liedes (13.–20. Februar 1983): Willem Breuker Quartett (Niederlande), New York Street Theatre Caravan (USA), Cassiber (Großbritannien/Bundesrepublik Deutschland), Patricio Manns (Chile), Letta Mbulu (Südafrika), Noel Nicola (Kuba), Oskorri (Spanien), Mikis Theodorakis (Griechenland), Orchester der Musikhochschule Dresden, Jürgen Eger, Lin Jaldati, Silly, Jürgen Walter (DDR), Ina Deter, Heiner Goebbels/Alfred Harth (Bundesrepublik Deutschland).
- 14. Festival des politischen Liedes (12.–19. Februar 1984): Schanna Bitschewskaja (Sowjetunion), Duck and Cover (Großbritannien/Bundesrepublik Deutschland/USA), Khaled el Habr (Libanon), Los Jaivas (Chile), Jackson Kaujeua (Namibia), Czesław Niemen (Polen), Angel Parra (Chile), Mercedes Sosa (Argentinien), Utamaduni (Tansania), Erste Allgemeine Verunsicherung (Österreich), Piatkowski & Rieck, Schicht, Wenzel & Mensching (DDR), Hannes Wader, Zupfgeigenhansel (Bundesrepublik Deutschland).
- 15. Festival des politischen Liedes (9.–17. Februar 1985): René Bardet (Schweiz), Eric Bogle (Australien), Budka Suflera (Polen), Bruce Cockburn (Kanada), Miriam Makeba (Südafrika), San Francisco Mime Troupe (USA), Quilapayún (Chile), Silvio Rodríguez und Afro-Cuba (Kuba), Atahualpa Yupanqui (Argentinien), Karls Enkel, Gina Pietsch, Rotdorn (DDR), Dieter Süverkrüp, Zupfgeigenhansel (Bundesrepublik Deutschland).
- 16. Festival des politischen Liedes (16.–23. Februar 1986): Aroona (Australien), Amandla (Südafrika), Francis Bebey (Kamerun), Billy Bragg (Großbritannien), Cuarteto Cedrón (Argentinien), Leon Rosselson (Großbritannien), Pete Seeger (USA), Pi de la Serra (Spanien), Herman van Veen (Niederlande), Norbert Bischoff, Kerschowski, Pension Volkmann (DDR), Franz Josef Degenhardt (Bundesrepublik Deutschland).
- 17. Festival des politischen Liedes (15.–22. Februar 1987): Attila the Stockbroker and The Neurotics (Großbritannien), Heber Bartolome (Philippinen), Maria Dimitriadi (Griechenland), León Gieco (Argentinien), Kalahari Surfers, Abdullah Ibrahim (Südafrika), Maria del Mar Bonet (Spanien), Luis Enrique Mejía Godoy (Nicaragua), Luci Murphy (USA), Mercedes Sosa (Argentinien), Elżbieta Wojnowska (Polen), Gerhard Gundermann, Maike Nowak, Wenzel & Mensching (DDR), Dietrich Kittner (Bundesrepublik Deutschland).
- 18. Festival des politischen Liedes (14.–21. Februar 1988): No Fixed Adress (Australien), ANC-Ensemble (Südafrika), Cassiber (Großbritannien/Bundesrepublik Deutschland), Ewan MacColl/Peggy Seeger (Großbritannien), Norma Gadea (Nicaragua), Sweet Honey in the Rock (USA), Tania Libertad (Peru), Carlos Mejía Godoy (Nicaragua), Moncada (Kuba), Amparo Ochoa (Mexiko), Maria da Paz (Brasilien), Erika Pluhar (Österreich), Camorra (Österreich), Stella Chiweshe (Simbabwe), Yarınistan (Türkei/Bundesrepublik Deutschland), Aufwind, Arno Schmidt, Gerhard Schöne, Duo Sonnenschirm, Sturmvögel (DDR), Wolf Brannasky (Bundesrepublik Deutschland), Johannes Hodek (West-Berlin).
- 19. Festival des politischen Liedes (12.–19. Februar 1989): Billy Bragg (Großbritannien), Angelo Branduardi (Italien), Santiago Felíu (Kuba), Jugendensemble KDVR (Korea), Oyster Band (Großbritannien), Michelle Shocked (USA), Sol y Lluvia (Chile), SWAPO-Kinderchor (Namibia), Daniel Viglietti (Uruguay), Gerhard Gundermann, Jams, Jalda Rebling,  Arno Schmidt, Die Zöllner (DDR), Heinz Rudolf Kunze, Rocktheater N8schicht (Bundesrepublik Deutschland), Zwei Drittel (West-Berlin).
- 20. Festival des politischen Liedes (11.–18. Februar 1990): Fanfare van de Eerste Liefdesnacht (Niederlande), Inti-Illimani (Chile), The Klezmatics (USA), Mercedes Sosa (Argentinien), Reinhold Andert, Norbert Bischoff & Gesellschaft, Gerhard Gundermann, Bolschewistische Kurkapelle, Michelle Shocked (USA), Oktoberklub (DDR), Duo Sonnenschirm (DDR) & Terem (Sowjetunion), Ute Lemper, Konstantin Wecker (Bundesrepublik Deutschland), IG Blech (West-Berlin).

Quelle:

## Sonstiges
Das Festival des politischen Liedes in Weißenbach am Attersee (Österreich), das seit 1997 veranstaltet wird, hat keinen Bezug zum FDJ-Festival des politischen Liedes.